# Comté de Shelby (Illinois)
Pour les articles homonymes, voir Comté de Shelby.
Le comté de Shelby est un comté situé dans l'État de l'Illinois, aux États-Unis. En 2000, sa population est de 22 893 habitants. Son siège est Shelbyville.